# Alsasko-Lotrinsko
Říšská země Alsasko-Lotrinsko (německy Reichsland Elsaß-Lothringen) je historický německý správní útvar existující v letech 1871 (po prusko-francouzské válce území získalo Německo) do roku 1918 (kdy je bylo nuceno odevzdat zpět Francii v důsledku porážky v první světové válce) na území dnešních francouzských departementů Bas-Rhin, Haut-Rhin a Moselle. Metropolí regionu byl Štrasburk.
Alsasko-Moselsko je nástupnický útvar na tomto území, sdružující území tří dotčených departementů.

## Historie

Vývoj hranic Alsaska a Lotrinska od roku 1871

V době druhé světové války bylo území od roku 1940 znovu součástí Německa, od jejího konce v roce 1945 však už až dodnes náleží Francii jako region Alsasko a departement Moselle (součást regionu Lotrinsko). Francouzská vláda proto ve vztahu k tomuto území upřednostňuje označení Alsasko-Moselsko (francouzsky Alsace-Moselle).

Vlajka příznivců nezávislosti Alsaska-Lotrinska, poč. 20. století

Na území bývalého Alsaska-Lotrinska dodnes i v rámci Francie platí některé speciální právní předpisy, tzv. místní právo (francouzsky droit local), zachovávající platnost některých německých zákonů a naopak neaplikující některé zákony francouzské, které byly ve zbytku Francie zavedeny v době, kdy Alsasko-Lotrinsko nebylo její součástí.
Na základě rozkazu z 14. srpna 1920 asistujícího státního sekretáře předsednictví rady generálního komisaře republiky ve Štrasburku je v oficiálním užívání termín „Alsace-Lorraine“ (Alsasko-Lotrinsko) zakázán a má být nahrazen formulací „departement Haut-Rhin, departement Bas-Rhin a departement Moselle“. Protože je ale tato formulace příliš dlouhá, používá se někdy kratší označení „Alsace-Moselle“ (Alsasko-Moselsko). To ovšem nemá žádný právní status, protože se neodvolává na žádný existující teritoriální celek.